# Put It Down
 (octobre 2012).
Si vous disposez d'ouvrages ou d'articles de référence ou si vous connaissez des sites web de qualité traitant du thème abordé ici, merci de compléter l'article en donnant les références utiles à sa vérifiabilité et en les liant à la section « Notes et références ».
Put It Down est le premier single de la chanteuse américaine Brandy en duo avec Chris Brown extrait de son 6e album studio, Two Eleven. Cette chanson a été écrit par Sean Garrett, Chris Brown, Dwayne "Dem Jointz" Abernathy et produit par Sean Garrett, Dwayne "Dem Jointz" Abernathy et Bangladesh.